# アジア太平洋ヨーヨー選手権
アジア太平洋ヨーヨー選手権（Asia Pacific Yo-Yo Championships）は、ヨーヨーの国際大会。Spinworkx Pte Ltd.というシンガポールのヨーヨーメーカーが開催している大会で、アジア太平洋地域の国13ヶ国から出場者を募集している。日本のサイトではアジア大会と表記されることが多い。日本からは斎藤慎司や鈴木裕之等が出場し優勝したことがある。

## 競技部門
競技部門はプロ1A部門からプロ5A部門までの5種類で行われる。2010年大会まではAP部門もあった。また、開催年度によっては3A部門が行われなかったりしたこともある。

## 出場可能国
「アジア太平洋」という大会の名称の通り、アジア太平洋地域の国の選手しか出場できない。2011年度大会の時点での出場可能国は以下のとおりである。ただし、下記の一覧にないフィリピンの選手が出場したこともある。
| - オーストラリア - ブルネイ - 中国 - 香港 | - インドネシア - 日本 - ベトナム - マカオ | - マレーシア - シンガポール - 台湾 - タイ - 韓国 |

## 賞金
賞金は3位までシンガポールドル（星ドル）で現金で支払われる。日本円の額はレートによって変わるため、ここでは大体の額を明示する。
| 順位 | 賞金額 (星ドル) | 賞金額 (日本円) |
| ---- | --------------- | --------------- |
| 優勝 | 500             | 約3万1000       |
| 2位  | 300             | 約1万9000       |
| 3位  | 100             | 約6300          |

## 優勝者一覧

### 2005
| 部門 | 優勝                                          | 2位                                 | 3位                             |
| ---- | --------------------------------------------- | ----------------------------------- | ------------------------------- |
| 1A   | 鈴木裕之（ 日本）                             | チェウン・チュンヒン（ 香港）       | 高松ジョージ（ 日本）           |
| 2A   | 藤井啓（ 日本）                               | 横山光士（ 日本）                   | 廖文奇（リウ・マンキ）（ 香港） |
| 3A   | 未開催                                        |                                     |                                 |
| 4A   | リー・キンロク（ 香港）                       | リム・アイクウィー（ シンガポール） | 奥山瑛二（ 日本）               |
| 5A   | ムハド・イスカンダー・シャー（ シンガポール） | 宮村宗純（ 日本）                   | 石原弘康（ 日本）               |

### 2006
| 部門 | 優勝                                | 2位                                           | 3位                                   |
| ---- | ----------------------------------- | --------------------------------------------- | ------------------------------------- |
| 1A   | 鈴木裕之（ 日本）                   | 高松ジョージ（ 日本）                         | Faiz Sallahuddin（ マレーシア）       |
| 2A   | 横山光士（ 日本）                   | 相澤正太（ 日本）                             | 糟谷祐太朗（ 日本）                   |
| 3A   | 未開催                              |                                               |                                       |
| 4A   | リム・アイクウィー（ シンガポール） | リー・キンロク（ 香港）                       | ショーン・ペレス（ フィリピン）       |
| 5A   | 赤塚大二郎（ 日本）                 | ムハド・イスカンダー・シャー（ シンガポール） | ムハンマド・シャキール（ マレーシア） |

### 2008
| 部門 | 優勝                                | 2位               | 3位                                   |
| ---- | ----------------------------------- | ----------------- | ------------------------------------- |
| 1A   | 鈴木裕之（ 日本）                   | 城戸慎也（ 日本） | ルオ・イーチェン（ 中国）             |
| 2A   | 金井秀平（ 日本）                   | 城台将典（ 日本） | チャン・チュンヘイ（ 香港）           |
| 3A   | 未開催                              |                   |                                       |
| 4A   | リム・アイクウィー（ シンガポール） | 岡田直人（ 日本） | ツァオ・ジュンティン（ 台湾）         |
| 5A   | 宮村宗純（ 日本）                   | 岡田直人（ 日本） | ムハンマド・シャキール（ マレーシア） |

### 2010
| 部門 | 優勝                | 2位                                           | 3位                     |
| ---- | ------------------- | --------------------------------------------- | ----------------------- |
| 1A   | 鈴木裕之（ 日本）   | マーカス・コウ（ シンガポール）               | 城戸慎也（ 日本）       |
| 2A   | 斎藤慎司（ 日本）   | 藤井啓（ 日本）                               | 城台将典（ 日本）       |
| 3A   | 木村健太郎（ 日本） | 東泰一郎（ 日本）                             | 松浦豪（ 日本）         |
| 4A   | 岩倉玲（ 日本）     | ショーン・フン（ シンガポール）               | クオ・ポーハン（ 台湾） |
| 5A   | 松浦豪（ 日本）     | ムハド・イスカンダー・シャー（ シンガポール） | ラン・ツーチエ（ 台湾） |

### 2011
| 部門 | 優勝                                  | 2位                                     | 3位                                 |
| ---- | ------------------------------------- | --------------------------------------- | ----------------------------------- |
| 1A   | クリストファー・チア（ シンガポール） | マーカス・コウ（ シンガポール）         | 鈴木裕之（ 日本）                   |
| 2A   | 斎藤慎司（ 日本）                     | 山本拓馬（ 日本）                       | 廖文奇（リウ・マンキ）（ 香港）     |
| 3A   | 古田港（ 日本）                       | 松浦豪（ 日本）                         | 東泰一郎（ 日本）                   |
| 4A   | 大西翼（ 日本）                       | 岩倉玲（ 日本）                         | ショーン・フン（ シンガポール）     |
| 5A   | 松浦豪（ 日本）                       | ブライアン・ジャーディン（ フィリピン） | 陳國燊（チャン・コクサン）（ 香港） |

### 2012
| 部門 | 優勝                                    | 2位                                           | 3位                                       |
| ---- | --------------------------------------- | --------------------------------------------- | ----------------------------------------- |
| 1A   | 鈴木裕之（ 日本）                       | クリストファー・チア（ シンガポール）         | ダレル・ミッチェル（ シンガポール）       |
| 2A   | 川上俊輔（ 日本）                       | 姚紹豪（イウ・シウホ）（ 香港）               | ワサコーン・ラティラートウィット（ タイ） |
| 3A   | 王泽荣（ウォン・チャクウィン）（ 中国） | 森岡孝郎（ 日本）                             | 東泰一郎（ 日本）                         |
| 4A   | リム・アイクウィー（ シンガポール）     | ショーン・フン（ シンガポール）               | 林殷霆（ラム・ヤンティン）（ 香港）       |
| 5A   | ブライアン・ジャーディン（ フィリピン） | ムハド・イスカンダー・シャー（ シンガポール） | 竹内尚也（ 日本）                         |